# Meredith Ostrom
Meredith Ostrom (* 18. února 1977 New York) je americká herečka. V roce 2000 hrála v jedné epizodě seriálu Sex ve městě. Ve většině filmů hrála menší role ve filmech, jako byly například Láska nebeská (2003), Začít úplně jinak (2005), V zajetí rytmu (2007) nebo Velká fuška (2010). V roce 2006 hrála roli Nico v životopisném filmu Warholka pojednávajícím o herečce Edie Sedgwick.

## Filmografie
- Sex ve městě (2000) – televizní seriál, 1 epizoda
- 'R Xmas (2001)
- My Name Is Tanino (2002)
- Láska nebeská (2003)
- Milenka (2004)
- Začít úplně jinak (2005)
- Naked in London (2005)
- Bizarre Love Triangle (2005)
- Warholka (2006)
- Played (2006)
- V zajetí rytmu (2007)
- Nine Miles Down (2009)
- Boogie Woogie (2009)
- Velká fuška (2010)
- Second Act (2013)